# Нижнесаксонский округ

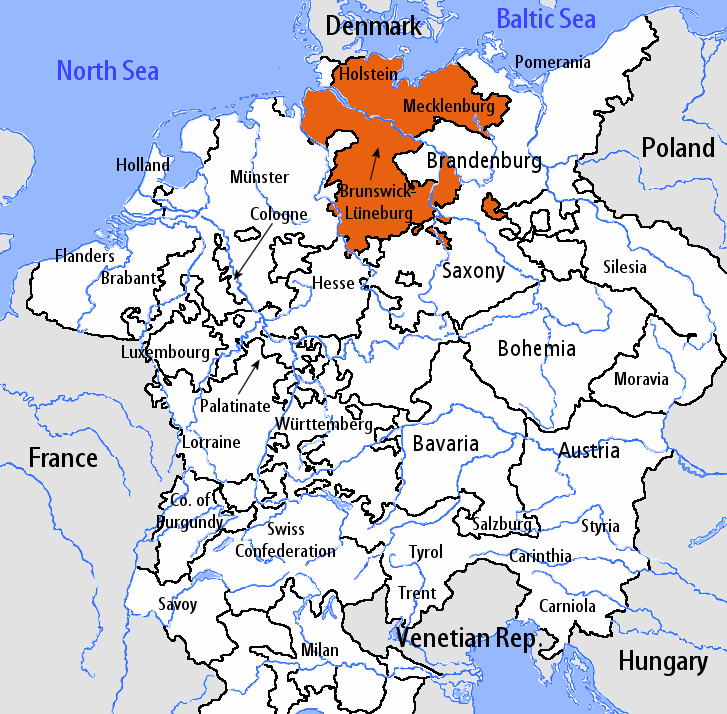
Имперские округа на начало XVI века. Нижнесаксонский округ указан красным цветом

Нижнесаксонский округ (нем. Der Niedersächsische Reichskreis) — имперский округ в составе Священной Римской империи, существовавший с 1512 года.

## Возникновение
Первые планы по созданию Нижнесаксонского округа появились в 1438 году у императора Альбрехта II. В 1500 году появился Саксонский имперский округ, который через 12 лет был разделен на Верхний и Нижний. Раздел был кодифицирован в 1522 году и имплементирован имперским камеральным судом. Впервые термин Нижняя Саксония (Niedersachsen) был применён в 1548 году.

## Территория
В состав округа вхожили входили восточная часть современной федеральной земли Нижняя Саксония, северная часть Саксонии-Анхальт (без Альтмарк), Мекленбург, Гольштейн (кроме Дитмаршена), Гамбург, Бремен, а также небольшие территории в Бранденбурге и Тюрингии. Также существовали анклавы в лице городов Галле, Мюльхаузен, Нордхаузен и Йютербог. Вне округа оказались Верденское княжество-епископство (с 1502 года пребывавшее в унии с архиепископством Бремен) и пребывавшие в личной унии графства Шауэнбург и Шпигельберг.
К моменту роспуска Священной Римской империи население округа составляло 2 120 000 человек, а сам он занимал 1 240 квадратных миль. Большая часть населения была протестанатами, за исключением жителей католического княжества-епископства Хильдесхайм.

## Состав
| Название                                | Форма правления            | Справка |
| --------------------------------------- | -------------------------- | --- |
| Имперские епископства                   |                            | |
| Бремен                                  | Княжество-епископство.     | Основано в 787 году, секуляризовано в 1648 году герцогством Бремен.                                                        |
| Гандерсхайм                             | Княжество-епископство      | Основано в 852 году. |
| Хальберштадт                            | Княжество-епископство.     | Основано в 804 году, секуляризировано в 1648 году как Княжество Хальберштадт маркграфством Брандербург.                    |
| Хильдесхайм                             | Княжество-епископство.     | Основано в 815 году. |
| Любек                                   | Княжество-епископство.     | Основано в 1160 году. |
| Магдебург                               | Княжество-епископство.     | Основано в 955 году, секуляризировано в 1680 году герцогством Магдебург.                                                   |
| Ратцебург                               | Княжество-епископство.     | Основано в 1154 году, в 1648 году секуляризировано герцогами Мекленбурга, с 1701 года в составе Мекленбург-Шверина         |
| Шверин                                  | Княжество-епископство.     | Основано в 1154 году, в 1648 году секуляризировано герцогами Мекленбург-Шверин                                             |
| Имперские княжества                     |                            | |
| Брауншвейг-Люнебург                     | Герцогство.                | Было неделимым с 1235 по 1269 год, затем снова существовало в объединённом состоянии перед созданием имперских округов.    |
| Люнебург                                | Княжество.                 | Подразделение Брауншвейг-Люнебурга с 1269 по 1705 год.                                                                     |
| Вольфенбюттель                          | Княжество.                 | Подразделение Брауншвейг-Люнебурга с 1269 года, в 1815 году стало Герцогством Брауншвейг                                   |
| Гольштейн                               | Герцогство.                | Основано в 1474 году, принадлежит датской короне.                                                                          |
| Гольштейн-Готторп                       | Герцогство.                | Подразделение герцогства Гольштейн-Глюкштадт с 1544 по 1773 год.                                                           |
| Грубенхаген                             | Княжество.                 | Подразделение Брауншвейг-Люнебурга с 1291 по 1596 год.                                                                     |
| Мекленбург-Шверин                       | Герцогство.                | Основано в 1352 году. |
| Мекленбург-Гюстров                      | Герцогство.                | Подразделение Мекленбург-Шверина, существовавшее с 1520 по 1552 год и с 1621 по 1695 год.                                  |
| Мекленбург-Штрелиц                      | Герцогство.                | Подразделение Мекленбург-Шверина с 1701 года.                                                                              |
| Каленберг                               | Княжество, герцогство      | Подразделение Брауншвейг-Люнебурга с 1494 года, в 1705 году объединилось с княжеством Люнебург в Курфюршество Ганновер.    |
| Саксен-Лауэнбург                        | Герцогство.                | Основано в 1296 году, в 1689 году перешло к герцогам Брауншвейг-Каленберг                                                  |
| Имперские графства и имперские синьории |                            | |
| Бланкенбург                             | Графство.                  | Основано в 1123 году, с 1599 года управлялось князями Брауншвейг-Вольфенбюттель, в 1703 году стало княжеством.             |
| Ранцау                                  | Графство.                  | Основано в 1650 году, с 1734 года принадлежит датскому королевскому дому.                                                  |
| Регенштейн                              | Графство.                  | Основано около 1160 года, в 1368 году объединилось с Бланкенбургом, в 1599 году перешло к князям Брауншвейг-Вольфенбюттель |
| Имперские города                        |                            | |
| Бремен                                  | Свободный имперский город. | С 1186 года. |
| Гослар                                  | Свободный имперский город. | С 1290 года. |
| Гамбург                                 | Свободный имперский город. | С 1189 года. |
| Любек                                   | Свободный имперский город. | С 1226 года. |
| Мюльхаузен                              | Свободный имперский город. | С 1251 года. |
| Нордхаузен                              | Свободный имперский город. | С 1220 года |